# Toni Nakić
Toni Nakić (1. lipnja 1999.), hrvatski košarkaš. Igra na poziciji u GKK Šibenik. Može igrati na dvjema pozicijama, beka šutera i niskog krila.

## Klub
Za Šibenik igra od 2014. godine. Prometnuo se već u tinejdžerskim godinama u seniorsku momčad GKK Šibenika. Prometnuo se jednu od glavnih karika. S 13,3 poena bio je prvi strijelac momčadi, a s 1,4 ukradenom loptom najuspješniji u momčadi.
2019. godine prijavio se za NBA Draft.

## Reprezentacija
Dugogodišnji član mladih hrvatskih reprezentacija. 
Na europskom prvenstvu za igrače do 20 godina s Hrvatskom je osvojio srebrnu medalju. Za taj je uspjeh proglašen najboljim športašem Šibenika za 2018. godinu.
Veljače 2019. izbornik A-reprezentacije Dražen Anzulović vrstio ga je na širi popis reprezentacije, među igrače na koje računa za posljednje kvalifikacijske utakmice za svjetsko prvenstvo. Srpnja 2019. bio je kapetan hrvatske reprezentacije do 20 godina na europskom prvenstvu u Izraelu.

## Nagrade
- Najbolji športaš Grada Šibenika za 2018. godinu.[5]

## Vanjske poveznice
- HKS  Arhivirana inačica izvorne stranice od 25. travnja 2019. (Wayback Machine)
- GKK Šibenik  Arhivirana inačica izvorne stranice od 25. travnja 2019. (Wayback Machine)
- Šibenski Petar Mikuličin: Novi dragulj s Baldekina Toni Nakić: Pred NBA skautima sam se osjećao kao na izložbi